# Ульпан

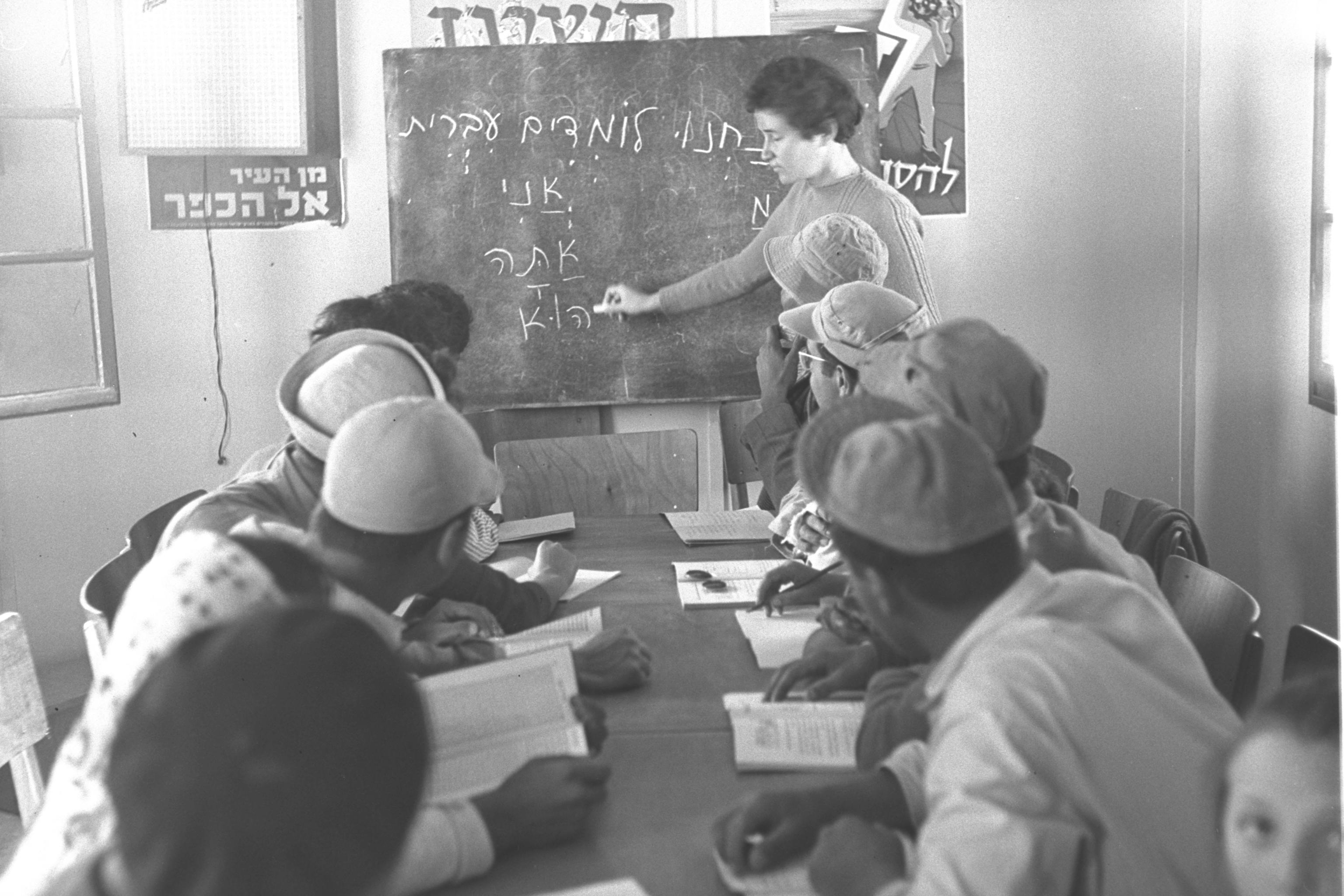
Типовий ульпан, 1955

Ульпан (івр. אולפן — студія) — навчальний заклад або школа для вивчення івриту. Під цим терміном розуміють як професійні, так і аматорські курси або гурток з вивчення мови іврит.

## Ульпани в Ізраїлі
У країнах єврейської діаспори, в яких євреї зберегли національну культуру, іврит вивчається в єврейських школах (приклади: Англія, Франція, США і навіть Ємен, незважаючи на утиски єврейської громади в цій країні). 
Репатріанти з країн, де євреї з різних причин були відірвані від своєї культури (Росія та країни СНД, Ефіопія, Бразилія, Японія та ін), в Ізраїлі починають навчання з Ульпан Алеф.
Навчання в державних ульпанах в Ізраїлі (на всіх рівнях) безкоштовно. Існують також приватні ульпани, що відрізняються методикою викладання. Існує думка, що якість навчання в приватних (платних) ульпанах вища.